# 皮奥伊州普拉塔
皮奥伊州普拉塔（葡萄牙語：Prata do Piauí）是巴西皮奥伊州的一个市镇。总面积196.323平方公里，总人口3165人，人口密度16.1人/平方公里。